# Doda de Metz
Doda de Metz fou l'esposa de sant Arnulf, bisbe de Metz de 614 a 629. És venerada com a santa per diverses confessions cristianes.
Va sorgir d'una família noble i era filla probablement d'Arnoald, bisbe de Metz; es va casar amb Arnulf i va donar a llum a:
- Clodulf († 697), bisbe de Metz de 657 a 697.
- Ansegisel († abans de 679), domèstic i ancestre dels carolingis.

El 614, Arnulf fou escollit bisbe de Metz i, com que un bisbe no podia ésser casat, Doda es va retirar a un convent de Trèveris.

## Les fonts
La primera Vita Arnulfi, compost a la meitat del segle vii, no la designa, conformant-se a qualificar-la de "jove molt noble". No és fins al segle x que Ummo, autor de la segona Vita Arnulfi la designa Doda i precisa que es va retirar a un monestir de Trèveris després de l'elecció del seu marit com a bisbe de Metz. Al segle xi, la Vita Clodulfi reprèn aquest nom de Doda i precisa que "no era d'una soca menys noble ni menys cèlebre" que el seu marit.

### Estudi de les fonts
Nombrosos historiadors, entre els quals Eduard Hlawitschka han rebutjat aquesta informació, considerant que resulta d'una confusió amb santa Oda, la mare de sant Arnulf, i sobre la base del seu caràcter tardà.
Però a l'època en què Ummo va redactar la seva Vita, la genealogia de sant Arnulf acceptada de manera comuna era la de la Commemoratio genealogia domni Arnulfi episcopi i confessoris Christi que feia d'Arnulf un fill d'Arnoald i qui mencionava una Doda entre les besties d'Arnulf. Introduir aquest nom com el de l'esposa d'Arnulf consisteix a deixar sentir l'existència d'un parentiu entre els esposos, a una època en què l'Església estava molt preocupada dels impediments al matrimoni per a consanguinitat, i seria més aviat una informació que perjudicava la reputació del sant que el contrari. No hi ha doncs reals raons de rebutjar aquest element tardà que no afegeix res a la glòria de sant Arnulf i dels carolingis.
En el curs dels segles XIX i XX, la crítica històrica moderna ha qüestionat els fonaments de la Commemoratio. Un estudi crític ha ensenyat que sant Arnulf era probablement el gendre d'Arnoald Se'n desprèn que Doda seria de fet la filla d'Arnoald, que tindria el seu nom de la seva bestia Doda, per transmetre'l llavors a la seva neta Clotilde Doda, esposa del rei Teodoric III.

## Genealogia
|           |           |                    |                    |                    |                    |                                   |                                   |                                   |                                   |                                   |                                   |                               |                               |                                              |                                              |                                              |                                              |                                              |                                              |                               |                               |                                           |                                           |                                           |                                           |                                           |                                           |                               |                               |                               |                               |  |  |      |      |      |      |      |      |  |  |  |  |  |  |  |  |  |  |  |  |  |  |  |  |  |  |  |  |
|           |           |                    |                    |                    |                    |                                   |                                   |                                   |                                   |                                   |                                   |                               |                               |                                              |                                              |                                              |                                              |                                              |                                              |                               |                               |                                           |                                           |                                           |                                           |                                           |                                           |                               |                               |                               |                               |  |  |      |      |      |      |      |      |  |  |  |  |  |  |  |  |  |  |  |  |  |  |  |  |  |  |  |  |
|           |           |                    |                    |                    |                    |                                   |                                   |                                   |                                   |                                   |                                   |                               |                               |                                              |                                              |                                              |                                              | Agilulf bisbe de Metz († 591)                | Agilulf bisbe de Metz († 591)                | Agilulf bisbe de Metz († 591) | Agilulf bisbe de Metz († 591) | Agilulf bisbe de Metz († 591)             | Agilulf bisbe de Metz († 591)             |                                           |                                           | Ansbert el Senador                        | Ansbert el Senador                        | Ansbert el Senador            | Ansbert el Senador            | Ansbert el Senador            | Ansbert el Senador            |  |  | Doda | Doda | Doda | Doda | Doda | Doda |  |  |  |  |  |  |  |  |  |  |  |  |  |  |  |  |  |  |  |  |
|           |           |                    |                    |                    |                    |                                   |                                   |                                   |                                   |                                   |                                   |                               |                               |                                              |                                              |                                              |                                              | Agilulf bisbe de Metz († 591)                | Agilulf bisbe de Metz († 591)                | Agilulf bisbe de Metz († 591) | Agilulf bisbe de Metz († 591) | Agilulf bisbe de Metz († 591)             | Agilulf bisbe de Metz († 591)             |                                           |                                           | Ansbert el Senador                        | Ansbert el Senador                        | Ansbert el Senador            | Ansbert el Senador            | Ansbert el Senador            | Ansbert el Senador            |  |  | Doda | Doda | Doda | Doda | Doda | Doda |  |  |  |  |  |  |  |  |  |  |  |  |  |  |  |  |  |  |  |  |
|           |           | Bodogisel          | Bodogisel          | Bodogisel          | Bodogisel          | Bodogisel                         | Bodogisel                         |                                   |                                   | Chrodoari (sante Oda)             | Chrodoari (sante Oda)             | Chrodoari (sante Oda)         | Chrodoari (sante Oda)         | Chrodoari (sante Oda)                        | Chrodoari (sante Oda)                        |                                              |                                              |                                              |                                              |                               |                               |                                           |                                           |                                           |                                           | Arnoald bisbe de Metz († 611)             | Arnoald bisbe de Metz († 611)             | Arnoald bisbe de Metz († 611) | Arnoald bisbe de Metz († 611) | Arnoald bisbe de Metz († 611) | Arnoald bisbe de Metz († 611) |  |  |      |      |      |      |      |      |  |  |  |  |  |  |  |  |  |  |  |  |  |  |  |  |  |  |  |  |
|           |           | Bodogisel          | Bodogisel          | Bodogisel          | Bodogisel          | Bodogisel                         | Bodogisel                         |                                   |                                   | Chrodoari (sante Oda)             | Chrodoari (sante Oda)             | Chrodoari (sante Oda)         | Chrodoari (sante Oda)         | Chrodoari (sante Oda)                        | Chrodoari (sante Oda)                        |                                              |                                              |                                              |                                              |                               |                               |                                           |                                           |                                           |                                           | Arnoald bisbe de Metz († 611)             | Arnoald bisbe de Metz († 611)             | Arnoald bisbe de Metz († 611) | Arnoald bisbe de Metz († 611) | Arnoald bisbe de Metz († 611) | Arnoald bisbe de Metz († 611) |  |  |      |      |      |      |      |      |  |  |  |  |  |  |  |  |  |  |  |  |  |  |  |  |  |  |  |  |
|           |           |                    |                    |                    |                    |                                   |                                   |                                   |                                   |                                   |                                   |                               |                               |                                              |                                              |                                              |                                              |                                              |                                              |                               |                               |                                           |                                           |                                           |                                           |                                           |                                           |                               |                               |                               |                               |  |  |      |      |      |      |      |      |  |  |  |  |  |  |  |  |  |  |  |  |  |  |  |  |  |  |  |  |
|           |           |                    |                    |                    |                    | sant Arnulf bisbe de Metz († 629) | sant Arnulf bisbe de Metz († 629) | sant Arnulf bisbe de Metz († 629) | sant Arnulf bisbe de Metz († 629) | sant Arnulf bisbe de Metz († 629) | sant Arnulf bisbe de Metz († 629) |                               |                               |                                              |                                              |                                              |                                              |                                              |                                              |                               |                               |                                           |                                           |                                           |                                           | santa Doda                                | santa Doda                                | santa Doda                    | santa Doda                    | santa Doda                    | santa Doda                    |  |  |      |      |      |      |      |      |  |  |  |  |  |  |  |  |  |  |  |  |  |  |  |  |  |  |  |  |
|           |           |                    |                    |                    |                    | sant Arnulf bisbe de Metz († 629) | sant Arnulf bisbe de Metz († 629) | sant Arnulf bisbe de Metz († 629) | sant Arnulf bisbe de Metz († 629) | sant Arnulf bisbe de Metz († 629) | sant Arnulf bisbe de Metz († 629) |                               |                               |                                              |                                              |                                              |                                              |                                              |                                              |                               |                               |                                           |                                           |                                           |                                           | santa Doda                                | santa Doda                                | santa Doda                    | santa Doda                    | santa Doda                    | santa Doda                    |  |  |      |      |      |      |      |      |  |  |  |  |  |  |  |  |  |  |  |  |  |  |  |  |  |  |  |  |
|           |           |                    |                    |                    |                    |                                   |                                   |                                   |                                   |                                   |                                   |                               |                               |                                              |                                              |                                              |                                              |                                              |                                              |                               |                               |                                           |                                           |                                           |                                           |                                           |                                           |                               |                               |                               |                               |  |  |      |      |      |      |      |      |  |  |  |  |  |  |  |  |  |  |  |  |  |  |  |  |  |  |  |  |
|           |           |                    |                    |                    |                    |                                   |                                   |                                   |                                   |                                   |                                   |                               |                               |                                              |                                              |                                              |                                              |                                              |                                              |                               |                               |                                           |                                           |                                           |                                           |                                           |                                           |                               |                               |                               |                               |  |  |      |      |      |      |      |      |  |  |  |  |  |  |  |  |  |  |  |  |  |  |  |  |  |  |  |  |
| Hilda (?) | Hilda (?) | Hilda (?)          | Hilda (?)          | Hilda (?)          | Hilda (?)          |                                   |                                   |                                   |                                   |                                   |                                   | Clodulf bisbe de Metz († 697) | Clodulf bisbe de Metz († 697) | Clodulf bisbe de Metz († 697)                | Clodulf bisbe de Metz († 697)                | Clodulf bisbe de Metz († 697)                | Clodulf bisbe de Metz († 697)                |                                              |                                              |                               |                               | Ansegisel domèstic († 662)                | Ansegisel domèstic († 662)                | Ansegisel domèstic († 662)                | Ansegisel domèstic († 662)                | Ansegisel domèstic († 662)                | Ansegisel domèstic († 662)                |                               |                               |                               |                               |  |  |      |      |      |      |      |      |  |  |  |  |  |  |  |  |  |  |  |  |  |  |  |  |  |  |  |  |
| Hilda (?) | Hilda (?) | Hilda (?)          | Hilda (?)          | Hilda (?)          | Hilda (?)          |                                   |                                   |                                   |                                   |                                   |                                   | Clodulf bisbe de Metz († 697) | Clodulf bisbe de Metz († 697) | Clodulf bisbe de Metz († 697)                | Clodulf bisbe de Metz († 697)                | Clodulf bisbe de Metz († 697)                | Clodulf bisbe de Metz († 697)                |                                              |                                              |                               |                               | Ansegisel domèstic († 662)                | Ansegisel domèstic († 662)                | Ansegisel domèstic († 662)                | Ansegisel domèstic († 662)                | Ansegisel domèstic († 662)                | Ansegisel domèstic († 662)                |                               |                               |                               |                               |  |  |      |      |      |      |      |      |  |  |  |  |  |  |  |  |  |  |  |  |  |  |  |  |  |  |  |  |
|           |           |                    |                    |                    |                    |                                   |                                   |                                   |                                   |                                   |                                   |                               |                               |                                              |                                              |                                              |                                              |                                              |                                              |                               |                               |                                           |                                           |                                           |                                           |                                           |                                           |                               |                               |                               |                               |  |  |      |      |      |      |      |      |  |  |  |  |  |  |  |  |  |  |  |  |  |  |  |  |  |  |  |  |
|           |           |                    |                    |                    |                    |                                   |                                   |                                   |                                   |                                   |                                   |                               |                               |                                              |                                              |                                              |                                              |                                              |                                              |                               |                               |                                           |                                           |                                           |                                           |                                           |                                           |                               |                               |                               |                               |  |  |      |      |      |      |      |      |  |  |  |  |  |  |  |  |  |  |  |  |  |  |  |  |  |  |  |  |
|           |           | Aunulf († 697/714) | Aunulf († 697/714) | Aunulf († 697/714) | Aunulf († 697/714) | Aunulf († 697/714)                | Aunulf († 697/714)                |                                   |                                   |                                   |                                   |                               |                               | Chrothildis dita Doda († 699) x Teodoric III | Chrothildis dita Doda († 699) x Teodoric III | Chrothildis dita Doda († 699) x Teodoric III | Chrothildis dita Doda († 699) x Teodoric III | Chrothildis dita Doda († 699) x Teodoric III | Chrothildis dita Doda († 699) x Teodoric III |                               |                               | Pipí d'Héristal majordom de palau († 714) | Pipí d'Héristal majordom de palau († 714) | Pipí d'Héristal majordom de palau († 714) | Pipí d'Héristal majordom de palau († 714) | Pipí d'Héristal majordom de palau († 714) | Pipí d'Héristal majordom de palau († 714) |                               |                               |                               |                               |  |  |      |      |      |      |      |      |  |  |  |  |  |  |  |  |  |  |  |  |  |  |  |  |  |  |  |  |